# Rubab Raza
Rubab Raza (in urdu رُباب رض‎?; Lahore, 15 gennaio 1991) è una nuotatrice pakistana.

## Biografia
Ha rappresentato il Pakistan ai Giochi olimpici estivi di Atene 2004, diventando la prima donna del suo paese a partecipare a una gara di nuoto. Detiene il primato di atleta femminile più giovane del Pakistan a partecipare ad un evento olimpico.